# Thomas Djilan
Thomas  Djilan (* 14. Januar 1983) ist ein beninischer ehemaliger Fußballspieler. Seine Stammposition war im Tor.

## Karriere

### Verein
Thomas Djilan begann seine Laufbahn als Fußballprofi in der Spielzeit 2000 bei Dynamic Togolais, einem Fußballverein aus Lomé, Togo. Anschließend spielte er für drei Vereine in Benin und verabschiedete sich 2006 mit einem beninischer Pokalsieg als Teil des Teams von AS Dragons FC de l’Ouémé. Auf seiner nächsten Station Renacimiento FC in Äquatorialguinea gewann er die nationale Meisterschaft. In den einschlägigen Online-Datenbanken ist darüber hinaus noch ein Engagement bei Requins de l’Atlantique FC vermerkt.

### Nationalmannschaft
Er absolvierte mindestens drei Partien für die beninische Fußballnationalmannschaft: je ein Freundschaftsspiel in den Jahren 2001 und 2002 gegen Mauretanien respektive Algerien sowie im Jahr 2006 ein Spiel in der Qualifikation zur Afrikameisterschaft 2008.

## Erfolge
- äquatorialguineischer Meister: 2006
- beninischer Pokalsieger: 2006